# 양지척
양지척(量地尺)은 땅의 넓이, 정확히는 논밭의 넓이를 측정하고 표시하는 데 쓰인 척도로서, 양전척(量田尺)이라고도 부른다.
따로 척도를 두는 게 아니라, 당시에 쓰이던 다른 척근법의 단위를 준용하여 썼다. 
양전척(量田尺)에 따르면, 1평방척(平方尺: 사방 1척)을 1파(把, 줌), 10파를 1속(束, 뭇), 10속을 1부(負, 짐), 10부를 1총(總, 동), 10총 또는 1백부를 1결(結, 목)이라 한다.

## 같이 보기
- 척근법